# John M. Stahl
John Malcolm Stahl (Baku, 21 de janeiro de 1886 - Hollywood, 12 de janeiro de 1950) foi um diretor e produtor de filmes americanos.

## Vida e trabalho
Ele nasceu Jacob Morris Strelitsky em Baku, Azerbaijão, em uma família judia do leste europeu. Quando criança, sua família deixou o Império Russo e se mudou para os Estados Unidos, estabelecendo-se na cidade de Nova Iorque. Em tenra idade, ele adotou o nome de John Malcolm Stahl e começou a trabalhar, primeiro como ator de teatro e depois na crescente indústria cinematográfica da cidade. Ele dirigiu seu primeiro curta-metragem em 1913.
Em 1919, ele assinou contrato com Louis B. Mayer Pictures em Hollywood. Em 1924, ele fazia parte da equipe Mayer que fundou a MGM Studios. Em 1927, Stahl foi um dos trinta e seis membros fundadores da Academia de Artes e Ciências Cinematográficas. Com a transição da indústria para talkies e longas-metragens, Stahl fez o ajuste com sucesso. De 1927 a 1929, Stahl foi executivo do estúdio independente de curta duração Tiffany Pictures e renomeou a empresa "Tiffany-Stahl Productions".
Em 1930, ele ingressou na Universal Pictures, onde dirigiu em 1934 o filme Imitação da Vida, indicado ao Oscar de Melhor Filme. No ano seguinte, dirigiu Magnificent Obsession, estrelado por Irene Dunne e Robert Taylor. Ambos os filmes foram refeitos mais tarde na década de 1950 pelo diretor Douglas Sirk.
John Stahl continuou a produzir e dirigir grandes produções, bem como curtas-metragens até o momento de sua morte. Alguns de seus outros trabalhos notáveis como diretor foram para As Chaves do Reino em 1944 e o film noir de 1945, Leave Her to Heaven, estrelado por Gene Tierney, indicado para Melhor Atriz.
Stahl morreu em Hollywood em 12 de janeiro de 1950. Ele está enterrado no cemitério Forest Lawn Memorial Park, em Glendale, Califórnia.

## Vida Pessoal
Ele foi casado com a atriz e escritora Frances Irene Reels desde 1918 até sua morte em 1926, e com a atriz Roxana McGowan de 1931 até sua morte.
Em 8 de fevereiro de 1960, por suas contribuições à indústria cinematográfica, Stahl recebeu uma estrela na Calçada da Fama de Hollywood, no 6546 Hollywood Boulevard.

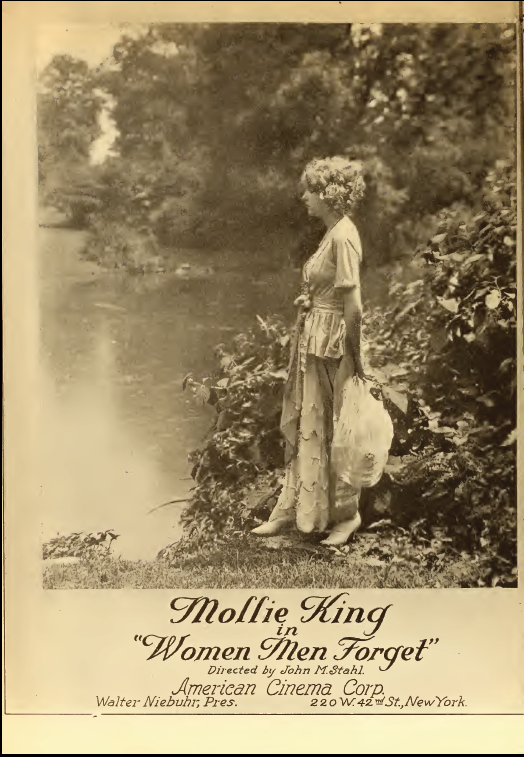
Anúncio com Mollie King no filme Women Men Forget (1920).

## Filmografia completa (como diretor)
- A Boy and the Law (1913) (não-acreditado) (Perdido)
- The Lincoln Cycle (1917) (não-acreditado)
- Wives of Men (1918) (Perdido)
- Suspicion (1918) (Perdido)
- Her Code of Honor (1919)
- The Woman Under Oath (1919)
- Women Men Forget (1920) (Perdido)
- The Woman in His House (1920) (Perdido)
- Sowing the Wind (1921)
- The Child Thou Gavest Me (1921)
- Suspicious Wives (1921)-(filmado em 1919 com o título Greater Than Love, mas lançado em 1921 com um título diferente)
- One Clear Call (1922)
- The Song of Life (1922)
- The Dangerous Age (1923) (Perdido)
- The Wanters (1923) (Perdido - uma bobina sobreviveu)
- Why Men Leave Home (1924)
- Husbands and Lovers (1924)
- Fine Clothes (1925) (Perdido)
- The Gay Deceiver (1926) (Perdido)
- Memory Lane (1926)
- Lovers? (1927) (Perdido)
- In Old Kentucky (1927)
- A Lady Surrenders (1930)
- Seed (1931)
- Strictly Dishonorable (1931)
- Back Street (1932)
- Only Yesterday (1933)
- Imitation of Life (1934)
- Magnificent Obsession (1935)
- Parnell (1937)
- Letter of Introduction (1938) diretor e produtor
- When Tomorrow Comes (1939) diretor e produtor
- Our Wife (1941)
- Immortal Sergeant (1943)
- Holy Matrimony (1943)
- The Eve of St. Mark (1944)
- The Keys of the Kingdom (1944)
- Leave Her to Heaven (1945)
- The Foxes of Harrow (1947)
- The Walls of Jericho (1948)
- Father Was a Fullback (1949)
- Oh, You Beautiful Doll (1949)